# 狭山同盟休校
狭山同盟休校（さやまどうめいきゅうこう）とは、部落解放同盟員の家庭の児童や生徒が狭山裁判に抗議して集団で授業をボイコットすること。略称、盟休。1976年から1984年まで続いた。その後は「狭山集団登校」「狭山ゼッケン登校」として部落解放同盟や全国連などにより行われている。
1976年1月28日に初めて行われ、1976年5月22日には日本全国19都府県連で1500校10万人の児童生徒が休校に参加した（ただしこれは公称であり、実際は欠席も含めて17都府県、2万数千人の参加にとどまったとの資料もある）。このうち大阪市立矢田小学校など6校では被差別部落以外の児童も参加し、全学挙げての休校となった。

## 概要
小学校から高校までの児童・生徒が通常の時間通りに登校した後、全校生徒の前や校長室・職員室などで代表が
などといった声明文を朗読し、みずから被差別部落出身であることを宣言して下校。校区の集会所で学習会に臨むという流れで行われた。
部落解放同盟では、狭山同盟休校の意義を次のように説明した。
- 最高裁上告中（当時）の石川一雄被告人の救援を併せ、部落差別に基づく冤罪を訴えるのが狙いである。
- 狭山事件への捜査と裁判は被差別部落への予断と偏見に満ちている。同盟休校を通じ、子供たちにそのような背景を知らしめ、差別と闘える人間になってもらう。

一方、教育委員会や全解連や同和会からは「子供の教育権と教育の中立性に対する侵害であり、違法行為、違憲行為である」「同盟休校により被差別部落出身が公になると、新たな差別が生じる」と批判された。
部落解放同盟の内部でも、滋賀県連などで支部が本部方針に反対し、同盟休校を拒否したことがある。同盟休校の拒否を通じて部落解放同盟から脱退し、全解連に加わった支部もあった。

## 関連図書
- 部落解放同盟『狭山同盟休校の闘い―石川兄ちゃんは無実だ』（明治図書出版、1976年）
- 狭山1.28闘争実行委員会『狭山同盟休校の記録』（狭山1.28闘争実行委員会、1976年）
- 瀬川負太郎『部落問題の状況 糾弾、土地転がしの総決算』p.169-177（小倉タイムス、1985年）